# Mount Schwerdtfeger
Mount Schwerdtfeger är ett berg i Antarktis. Det ligger i Östantarktis. Nya Zeeland gör anspråk på området. Toppen på Mount Schwerdtfeger är 2 839 meter över havet, eller 160 meter över den omgivande terrängen. Bredden vid basen är 2,3 km.
Terrängen runt Mount Schwerdtfeger är bergig åt nordost, men åt sydväst är den kuperad. Trakten är obefolkad. Det finns inga samhällen i närheten.